# 陆伟韬
陆伟韬（1988年6月18日—），河北正定人，中国象棋棋手，在2011年全国象棋个人赛上获得第十三名，晋升为象棋大师。2016年，陆伟韬代表中国在亚洲象棋锦标赛团体比赛上获得冠军，并因此晋升为象棋特级大师。